# Cluster vol.1
《Cluster vol.1》는 대한민국의 그룹 015B의 싱글 앨범이다. 정석원, 김형중, 치열 등이 참여했다.
홍보용은 5곡이며(치열의 '받은 만큼만 해 주기' 포함), 판매용은 4곡이다.

## 곡 목록
1. 받은만큼만 해주기 featuring 김형중
2. 너 말이야 (Remix) featuring 버벌진트
3. R We Happy? featuring 오현란, 치열
4. 잠시 길을 잃다 featuring 치열
5. 받은만큼만 해주기 featuring 치열

## 같이 보기
- 015B 디스코그래피